# St. Jakobus (Werthhoven)

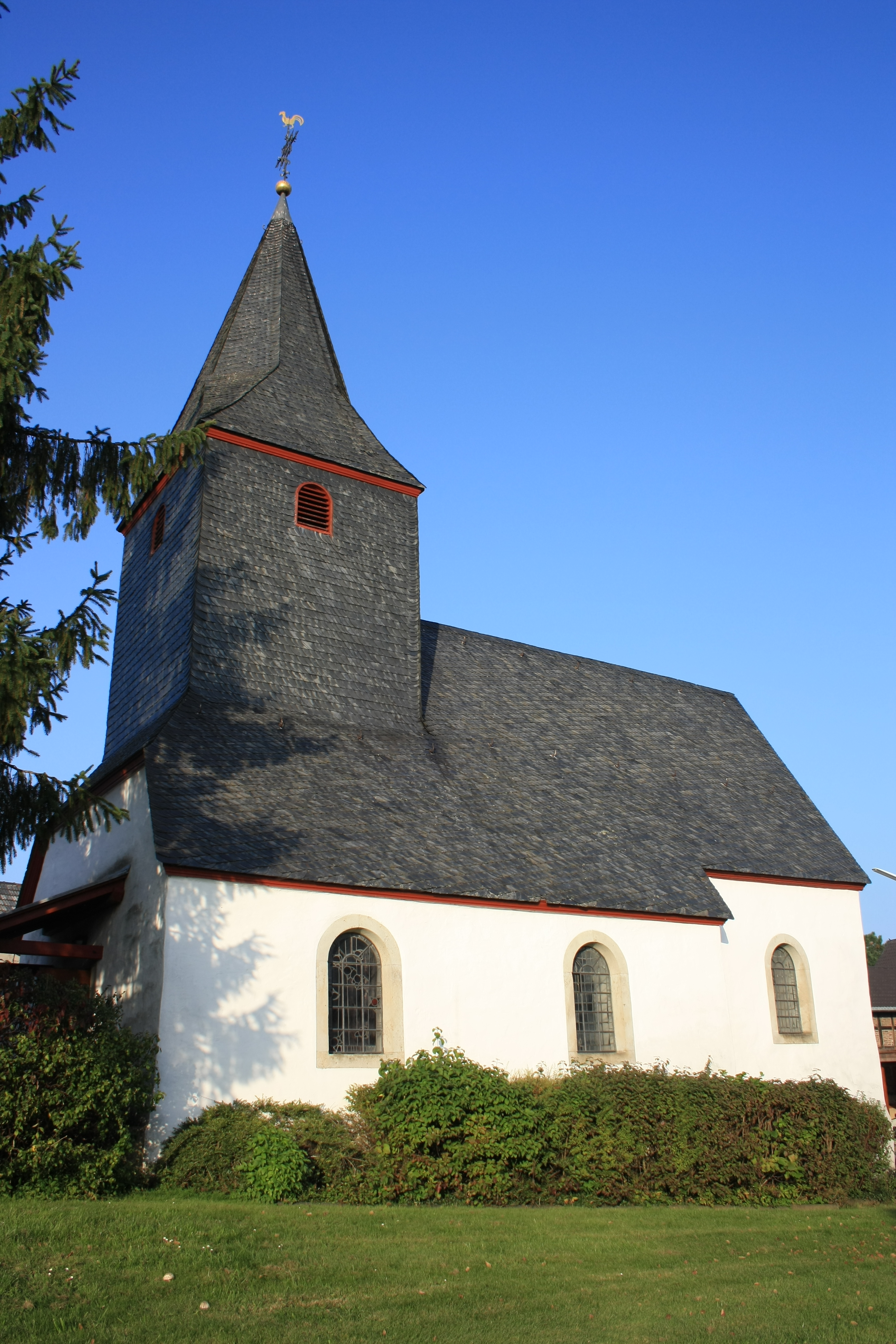
Ansicht von Süden

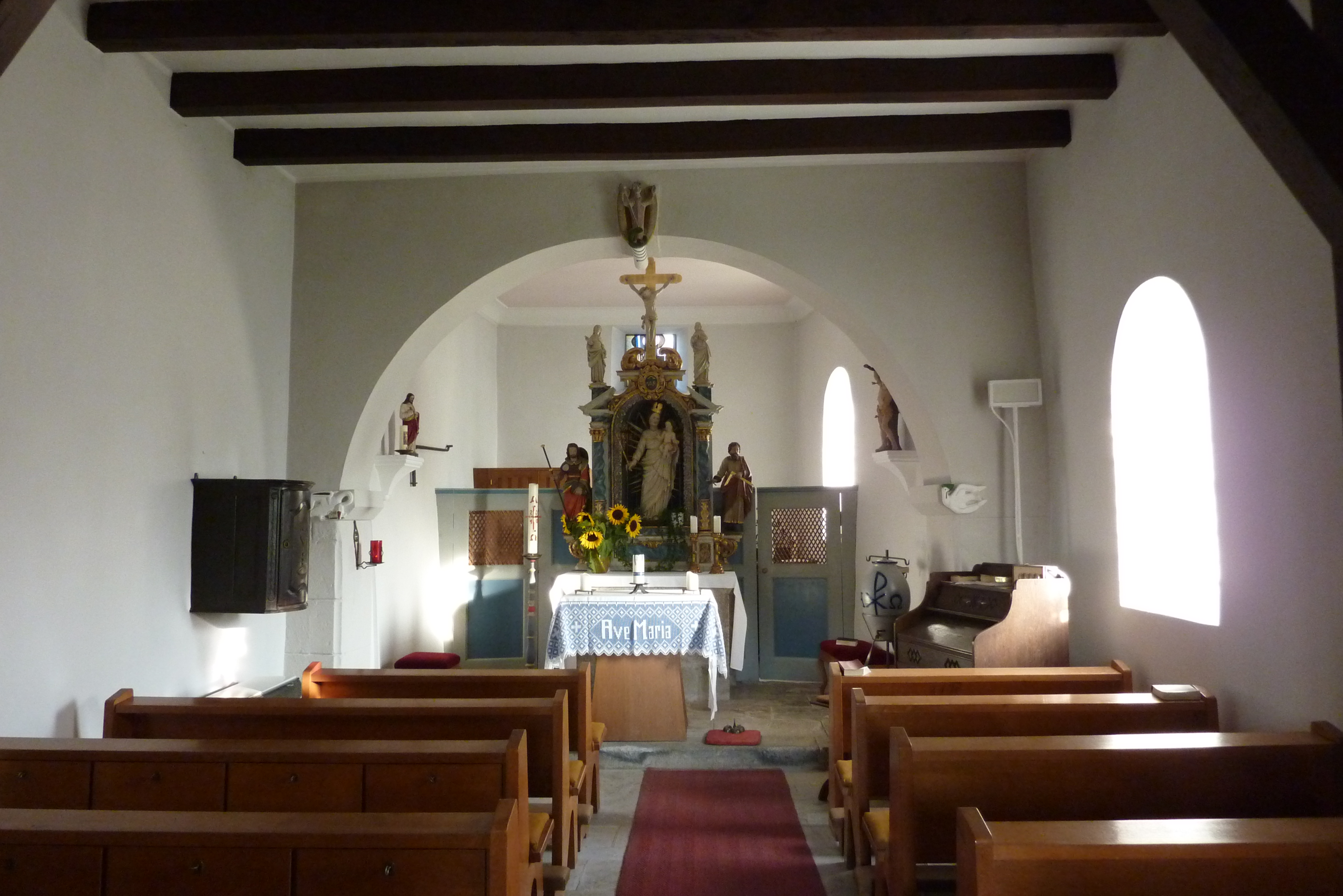
Innenansicht

St. Jakobus ist eine bereits im 9. Jahrhundert erwähnte Kapelle in Werthhoven, einem Gemeindeteil von Wachtberg im Rhein-Sieg-Kreis in Nordrhein-Westfalen. Sie steht als Baudenkmal unter Denkmalschutz.

## Geschichte
Die Kapelle in Werthhoven ist dem heiligen Jakobus dem Älteren geweiht. Sie ist der  älteste Sakralbau in der Gemeinde Wachtberg und wird erstmals in einer Schenkungsurkunde von 898 erwähnt. Die schiefergedeckte Kapelle mit einem kleinen Chor besitzt einen schwer wirkenden Dachreiter.
Sie war bis zum 31. Dezember 2009 katholische Kapelle in der Pfarrei St. Gereon Berkum. Seit 2010 gehört sie zu der Pfarrei St. Marien Wachtberg.

## Ausstattung
Die der Kölner Malerschule zugeschriebene Pietà aus dem 15. Jahrhundert ist das wertvollste Ausstattungsstück. Der Barockaltar mit Madonna und Kind besitzt Statuen des heiligen Jakobus mit Wanderstab und des heiligen Josef. Ebenso zu sehen ist eine Statue des heiligen Sebastian, des zweiten Schutzpatrons, aus dem 17. Jahrhundert.